# روبرتو فينزي
روبرتو فينزي (11 فبراير 1941 - 10 سبتمبر 2020)،هو مؤرخ وأكاديمي وأستاذ التاريخ الإجتماعي والإقتصادي إيطالي.
ولد بمدينة سانسي بلوكرو في 11 فبراير 1941، تخرج في الفلسفة من جامعة بولونيا عام 1964، ألّف حوالي 150 مطبوع، وكتب لدور النشر الإيطالية الكبرى وفي العديد من المجلات الإيطالية والأجنبية. نُشرت أعماله في إيطاليا والأرجنتين وبلجيكا والبرازيل والصين وفرنسا وبريطانيا العظمى واليابان وإسبانيا والولايات المتحدة. كان من بين مؤسسي تاريخ الفكر الاقتصادي. إهتم بتاريخ البيئة، مع إيلاء اهتمام خاص لقصة المناخ في العصر الحديث، وتاريخ الفكر الاقتصادي مع إشارة خاصة إلى القرن الثامن عشر، وتاريخ الفكر والحركة الاشتراكية. وتاريخ معاداة السامية و«المسألة اليهودية». وتاريخ الاضطهاد ضد اليهود في إيطاليا، وتاريخ المدن والمناطق الإيطالية.
توفي بمدينة بولونيا يوم 10 سبتمبر عام 2020.

## من مؤلفاته
- ألّف حوالي 150 مطبوع